# Middelburg
Middelburg (pronunțieⓘ) este un oraș din Țările de Jos. Este capitala provinciei olandeze Zeelanda și se află în regiunea Walcheren.

### Istoria
În urma descoperirilor arheologice s-a constatat că bazele orașului Middelburg au fost puse la sfârșitul secolului al optulea sau începutul secolului al nouălea. În acea perioadă Middelburg a fost conceput a fi o fortăreață, formând una din cele trei puncte defensive împotriva atacurilor vikingilor. Se speculează însă că orașul a fost construit de conducătorul vikingilor, Harald, cu încuviințarea keizerului Lotharius Walcheren. În jurul anului 1125 a fost construită acolo o mănăstire care a rămas în folosință până la începutul Războiului de 80 de ani, la sfârșitul căruia nordul Olandei și-a câștigat independența față de Spania. În anul 1217 Middelburg a primit legislație municipală din partea contelui Wilhelm de Orania].

## Localități componente
Comuna Middelburg conține și următoarele localități: Arnemuiden, Kleverskerke, Nieuwland, Sint Joosland, Sint Laurens.

## Orașe înfrățite
- Vilvoorde, Belgia
- Nagasaki, Japonia
- Glogow, Polonia
- Simeria, România
- Teiuș, România